# Christoph Heinrich von Ketteler zu Harkotten
Christoph Heinrich von Ketteler zu Harkotten (* 1. Juni 1692; † 16. Februar 1734 in Freiburg) war kaiserlicher Obristfeldwachtmeister und Regimentskommandant.

## Leben

### Herkunft und Familie
Christoph Heinrich von Ketteler zu Harkotten wuchs als Sohn des Goswin Kaspar von Ketteler zu Harkotten und seiner Gemahlin Anna Dorothea von Korff zu Harkotten (1659–1700) zusammen mit seiner Schwester Juliane Helene Christine (⚭ Franz Hermann von Boeselager) und seinen Brüdern Alexander Anton (1689–1748, fürstbischöflicher Kämmerer) und Friedrich Christian (1691–1748, Geheimrat und Domkantor) in der uralten westfälischen Adelsfamilie von Ketteler auf.

### Wirken
Christoph Heinrich ging zunächst zum Militär in Hildesheim, bevor er 1714 in den Dienst der kaiserlichen Armee trat. Hier wurde er im November 1723 Obristfeldwachtmeister. Er kommandierte das Regiment Deutschmeister und bekleidete als Generalfeldwachtmeister eine hohe Funktion in der kaiserlichen Armee. Mit seiner Beförderung zum Feldmarschallieutenant erreichte er den zweithöchsten militärischen Rang. Zuletzt war Christoph Heinrich als Kommandant in Breisach eingesetzt.